# Pelmatochromis
Pelmatochromis (Gr.: „pelma“ -„atos“ = Fußsohle + „chromis“ = alte Bezeichnung für Buntbarsche) ist eine Gattung aus der Familie der Buntbarsche (Cichlidae), die in Westafrika vom Senegal bis Liberia und im Kongobecken verbreitet ist. 

## Merkmale
Pelmatochromis-Arten werden 15 bis 25 cm lang, Weibchen bleiben nur geringfügig kleiner. Der Körper der Fische ist seitlich abgeflacht und oval. Das Maul steht schräg, in einem Winkel von 20 bis 40° zu einer gedachten horizontalen Linie. Die Unterkieferlänge liegt bei 35 bis 42 % der Kopflänge, die Länge des Prämaxillarfortsatzes beträgt 21 bis 23 % der Kopflänge. Die Zähne in den Kiefern sind einspitzig, bei zwei Arten können Jungtiere auch zweispitzige Zähne haben. Am ersten äußeren Kiemenbogen sind die Kiemenrechen des unteren Abschnitts tuberkelartig und breit. Die Rückenflosse kann einen Tilapiafleck zeigen.
- Flossenformel: Dorsale XIII-XV/10–13; Anale III/8–10.

## Lebensweise
Über die Lebensweise der Pelmatochromis-Arten ist so gut wie nichts bekannt. Da sie aquaristisch ohne Bedeutung sind gibt es auch kaum Beobachtungen aus Aquarien. Die drei Arten der Gattung kommen wahrscheinlich nur in bewaldeten Regionen vor. Pelmatochromis-Arten sind Offenbrüter die eine Elternfamilie bilden.

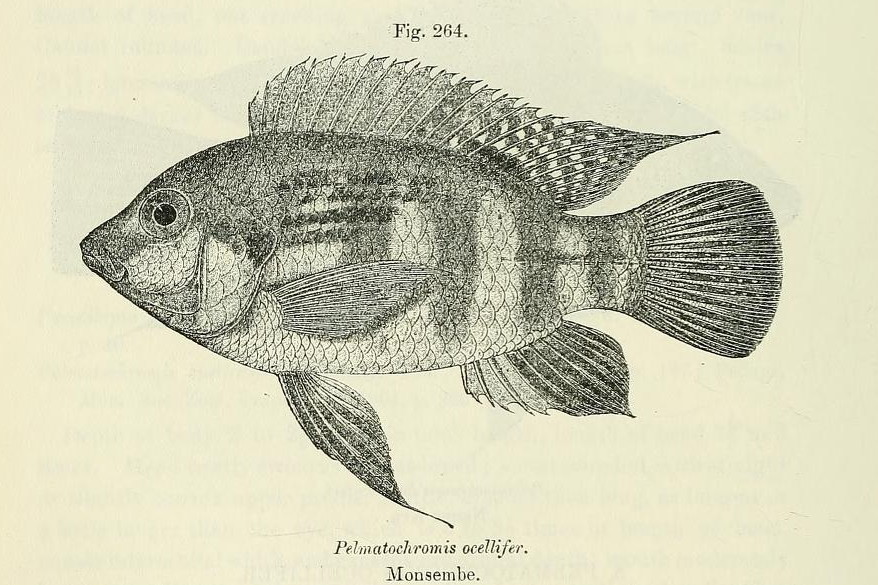
Pelmatochromis ocellifer

## Arten
Heute gehören drei Arten in die Gattung Pelmatochromis:
- Pelmatochromis buettikoferi (Steindachner, 1894)
- Pelmatochromis nigrofasciatus (Pellegrin, 1900)
- Pelmatochromis ocellifer Boulenger, 1899

Andere Arten, die in die frühere Sammelgattung Pelmatochromis gestellt wurden, gehören heute zu Anomalochromis, Chromidotilapia, Pelvicachromis, Pterochromis oder Thysochromis.